# 前田恵一
前田 恵一（まえだ けいいち、1950年10月30日 - ）は、日本の物理学者。理学博士（京都大学）。専門は、理論物理学・宇宙物理学。専攻は、一般相対性理論・宇宙論。早稲田大学理工学術院名誉教授。

## 人物
大阪市出身。日本の宇宙物理学の先駆者の一人で京都大学名誉教授を務めた林忠四郎の弟子の一人で、中村卓史・佐々木節・観山正見と共に「林先生と天体核4人組」といわれ、重力に関する数値相対論の数値計算に取り組んだ。1979年京都大学大学院理学研究科物理学専攻博士課程修了。翌年、理学博士（京都大学）。1989年早稲田大学理工学部物理学科教授となる。2006年ケンブリッジ大学トリニティ・カレッジ客員教授。2021年早稲田大学理工学術院名誉教授。特に、1988年に高次元理論の効果を取り入れたブラックホール解、Gibbons-前田解を導出した。近年はブレーンワールドの研究を積極的に行っている。
趣味は推理小説、上方落語、日没の写真を撮ること、ごろんとすること。阪神タイガースのファンとしても有名だが、後述のように1985年の阪神タイガース日本一の時に日本に居なかった。
前田研究室の出身者には、真貝寿明、坂井伸之、鳥居隆、辻川信二らがいる。

## 略歴
- 1974年：京都大学理学部物理学科卒業
- 1979年：京都大学大学院理学研究科物理学専攻博士課程修了
- 1979年：京都大学基礎物理学研究所 学振特別研究員。
- 1980年：京都大学より理学博士の学位を取得。
- 1983年：国際理論物理学センター（イタリア・トリエステ） SISSA研究員
- 1985年：イタリア・トリエステ国際理論物理学センター ICTP研究員
- 1986年：パリ・ムードン天文台 客員研究員
- 1987年：東京大学理学部助手
- 1989年：早稲田大学理工学部教授
- 2006年：ケンブリッジ大学トリニティ・カレッジ客員教授。
- 2018年：早稲田大学高等研究所所長
- 2021年：定年退職し、早稲田大学理工学術院名誉教授

## 著書

### 単著
- 『宇宙のトポロジー』（岩波書店　1991年）
- 『アインシュタインの時間』（ニュートンプレス 1998年）
- 『図解雑学 ビッグバン』（ナツメ社 1999年）
- 『図解雑学 ブラックホール』（ナツメ社 2001年）

### 共著
- 『The Scalar-Tensor Theory of Gravitation』（Cambridge University Press 2003年）
- 『複雑系叢書5 複雑さと法則』（共立出版 2006年）

### 共訳
- 『カオスとの遭遇』（産業図書1995年）

## 主な研究
- 重力波物理学・天文学における重力理論研究の新展開 - 日本学術振興会科学研究費助成事業：京都大学基礎物理学研究所との共同研究[2]
- 重力波観測による重力理論の検証可能性：前田恵一, 真貝寿明, 西条統之 - 早稲田大学情報科学研究教育センタ紀要[3]
- ブレイン宇宙モデルに基づく相対論的宇宙物理学
- 素粒子的ブラックホールとその宇宙論的役割
- ３つの系統的アプローチの有機的な組み合わせによる様々な重力理論の検証 - ケンブリッジ大学との共同研究